# Przed deszczem (obraz Józefa Chełmońskiego)
Przed deszczem (Podczas deszczu) – obraz olejny autorstwa Józefa Chełmońskiego, namalowany w 1872 lub 1873 roku.

## Historia
Obraz powstał w 1872 lub 1873 roku, w okresie, kiedy artysta studiował w Monachium. Jan Krajewski wykonał drzeworytową kopię obrazu, która została zamieszczona w 309. numerze „Tygodnika Illustrowanego” pod tytułem Pocztarek podczas deszczu w 1881 roku. Płótno znajduje się w kolekcji Muzeum Narodowego w Warszawie (numer inwentarzowy: MP 4606 MNW), w dziale Zbiory malarstwa polskiego do 1914 roku.

## Charakterystyka
Obraz został namalowany techniką olejną na płótnie, ma wymiary 48 na 80 lub 81 cm. Sygnowany w prawym dolnym rogu: JÓZEF CHEŁMOŃSKI / München.
Dzieło nawiązuje do typu przedstawień malarskich, które stosował Maksymilian Gierymski – smutny i biedny polski krajobraz jako tło dla scen rodzajowych. W centrum obrazu znajduje się kryta strzechą chata, pod której ścianą kryją się wieśniacy przed deszczem, spośród nich jedna kobieta to Żydówka, jest ubrana w białą suknię, na ramionach ma czerwoną chustę, a w rękach tobołek, koło niej stoi osoba z trąbką pocztową; obok budynku stoi kary koń zaprzężony do dwukołowego wozu. Na drugim planie z lewej biegnie w prawo postać okryta burką. Dookoła chaty i wozu ziemia poprzecinana koleinami, w których stoi woda. Malarz oddał nastrój jesiennego deszczowego dnia poprzez zgranie świateł i barw w jeden ton utrzymany w odcieniach oliwkowych.
Maciej Masłowski uznał, że owo dzieło to szalenie polski obraz w swoim pejzażu, klimacie, świetle, barwie.